# Три Гарридеба
Три Гарридеба (англ. The Adventure of the Three Garridebs) — один из рассказов английского писателя Артура Конан Дойля о знаменитом сыщике Шерлоке Холмсе. Входит в сборник рассказов «Архив Шерлока Холмса». Рассказ впервые опубликован в США в октябре 1924 в Collier's Weekly, и в Великобритании в январе 1925 в журнале Strand Magazine.

## Сюжет
Шерлоку Холмсу приходит письмо от некоего Натана Гарридеба, который просит совета: к нему обратился его однофамилец, Джон Гарридеб из США, который утверждает, что если удастся найти ещё одного человека с фамилией «Гарридеб», все трое получат крупное наследство. Вскоре Джон Гарридеб сам посещает Холмса, недовольный тем, что Натан решил рассказать об этом деле детективу. По его словам, в США проживал миллионер Александр Гамильтон Гарридеб, который очень гордился своей необычной фамилией и, не имея ни родных, ни близких, оставил следующее завещание: всё его состояние делится на три части, и каждая (по 5 миллионов долларов) достаётся человеку по фамилии Гарридеб. Таким образом, Джон Гарридеб должен отыскать ещё двух однофамильцев обязательно мужского пола, и тогда все они получат по 5 миллионов долларов. В США однофамильцев он не нашёл, а в Англии, в Лондоне, ему посчастливилось найти Натана Гарридеба, пожилого чудаковатого коллекционера. Они решают вдвоём продолжить поиски третьего Гарридеба. По разным признакам Шерлок Холмс определяет, что Джон Гарридеб ему лжёт.
Холмс и Ватсон навещают Натана Гарридеба. Этот Гарридеб явно подлинный. Он строит грандиозные планы на наследство, собираясь основать новый большой музей. Холмс интересуется, есть ли в коллекции Натана Гарридеба какие-либо особо ценные экспонаты и сколько лет коллекционер живёт в этом доме. Натан Гарридеб объясняет, что в этом доме он живёт уже пять лет и покидает его лишь несколько раз в год, чтобы посетить аукцион Сотбис или Кристис, но пока ничего ценного в его коллекции нет и грабителей он не опасается.
В этот момент в дом вбегает Джон Гарридеб и торжествующе объявляет, что третий Гарридеб найден. Он показывает объявление некоего Говарда Гарридеба из небольшого городка графства Бирмингем, конструктора сельскохозяйственных машин. Джон Гарридеб предлагает Натану Гарридебу немедленно выехать к их третьему однофамильцу с радостной новостью. Холмс поддерживает эту идею. В итоге Натан Гарридеб соглашается поехать к однофамильцу, оставив Холмсу ключ от дома. Холмс объясняет это тем, что хочет более внимательно изучить коллекцию Натана. 
Холмс и Ватсон обращают внимание на ошибки и явные американизмы в тексте объявления, справедливо предположив, что его сделал сам Джон Гарридеб. Но конечная цель его действий пока неясна.
Утром следующего дня Холмс выясняет, что «Джон Гарридеб» — это преступник Джеймс Уингер по кличке «Убийца Эванс» из Чикаго, который, сбежав из тюрьмы в США, уже в Англии совершил ещё одно убийство, Роджера Прескотта, знаменитого чикагского фальшивомонетчика. Кроме того, оказывается, что предыдущим жильцом дома, где сейчас проживает Натан Гарридеб, являлся некий Уолдрон, описание которого совпадает с описанием Прескотта. Таким образом становится ясен замысел преступника: поскольку Натан Гарридеб почти не покидал дома, Уингер придумал всю эту историю для того, чтобы в отсутствие Натана похозяйничать в его доме.
Холмс и Ватсон устраивают засаду в доме Натана Гарридеба, и спустя некоторое время задерживают Джеймса Уингера при попытке достать из тайника оборудование Прескотта и напечатанные им фальшивые ассигнации. При задержании Уингер легко ранит Ватсона. Ватсон впервые видит, как Холмс переживает из-за него, он начинает понимать, что за внешне бесстрастным отношением Холмс глубоко привязан к Ватсону как к своему самому близкому другу.
В итоге Уингера осуждают на длительное заключение, а несчастный Натан Гарридеб, узнав горькую правду, сходит с ума от полного крушения своих замыслов о создании нового музея.